# چولک قپانوری
چولک قپانوری، روستایی از توابع بخش مرکزی شهرستان نهاوند در استان همدان ایران است.

## جمعیت
این روستا در دهستان طریق الاسلام قرار دارد و براساس سرشماری مرکز آمار ایران در سال ۱۳۸۵، جمعیت آن ۴۵۶ نفر (۱۳۲خانوار) بوده است.